# Głęboka stacja kolumnowa

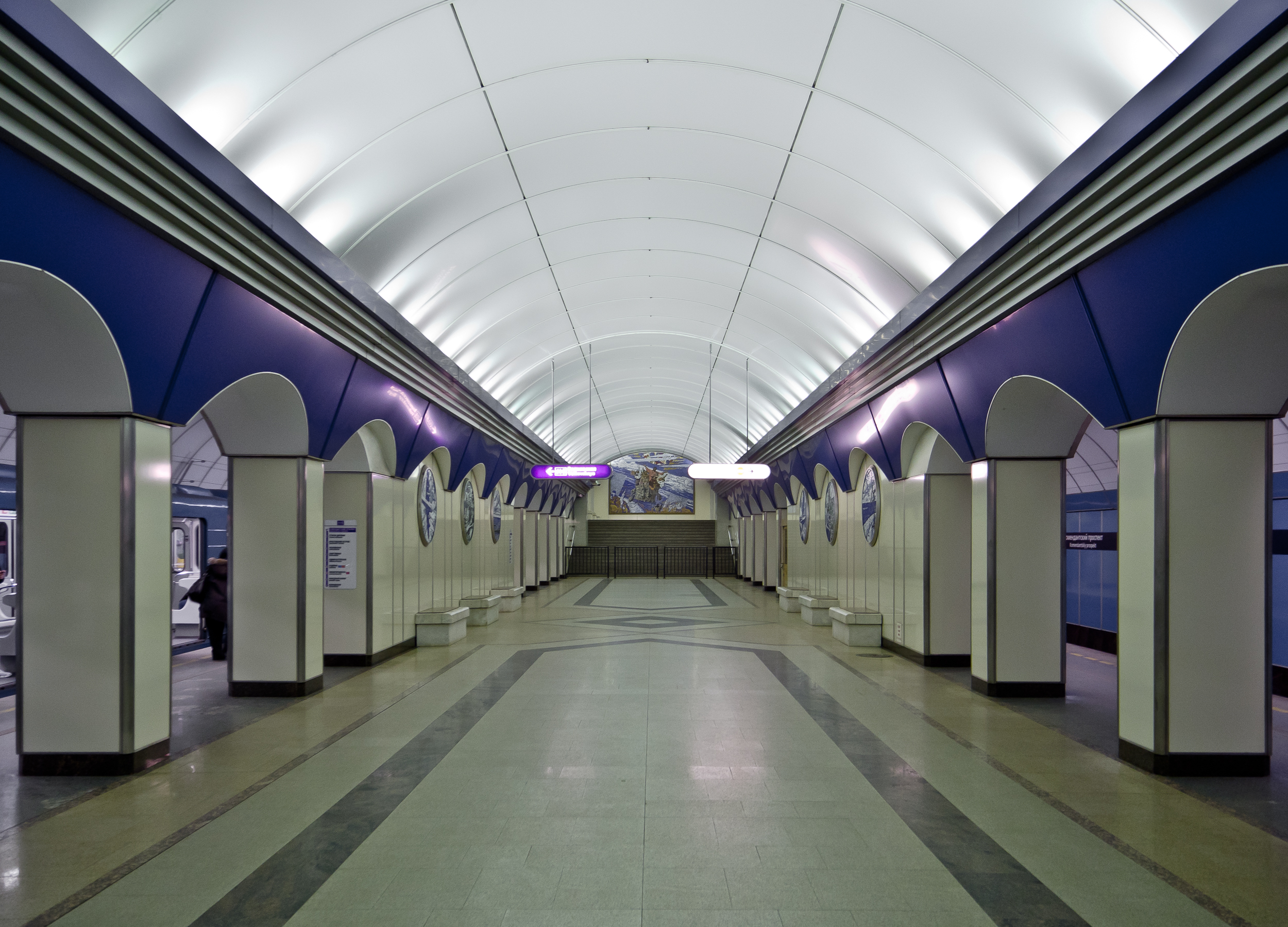
Stacja Komendantskij Prospekt, Metro w Petersburgu

Głęboka stacja kolumnowa – rodzaj konstrukcji stacji metra, gdzie hala peronowa składa się z trzech naw (centralna i dwie boczne z peronami), rozgraniczonych kolumnami (projektowanymi do większych sił niż w przypadku stacji typu płytkiego). W porównaniu do stacji pylonowej takie rozwiązanie gwarantuje większą przepustowość przejść. Pierwszą konstrukcją tego typu na świecie była w 1938 roku stacja Majakowskaja w Moskwie.

## Warianty
Kształt połączenia kolumn (łuk, płaski strop itd.) zależy od projektu. Jednym z wariantów tej konstrukcji jest połączenie sąsiednich kolumn ścianą, co ogranicza liczbę przejść między komorami, ale zwiększa wytrzymałość stacji na działanie sił ściskających. Takie rozwiązanie stosuje się w niesprzyjających warunkach geologicznych. Przykładami takich stacji są: Krestjanskaja zastawa i Dubrowka w Moskwie oraz Komendantskij Prospekt w Petersburgu.

## Galeria

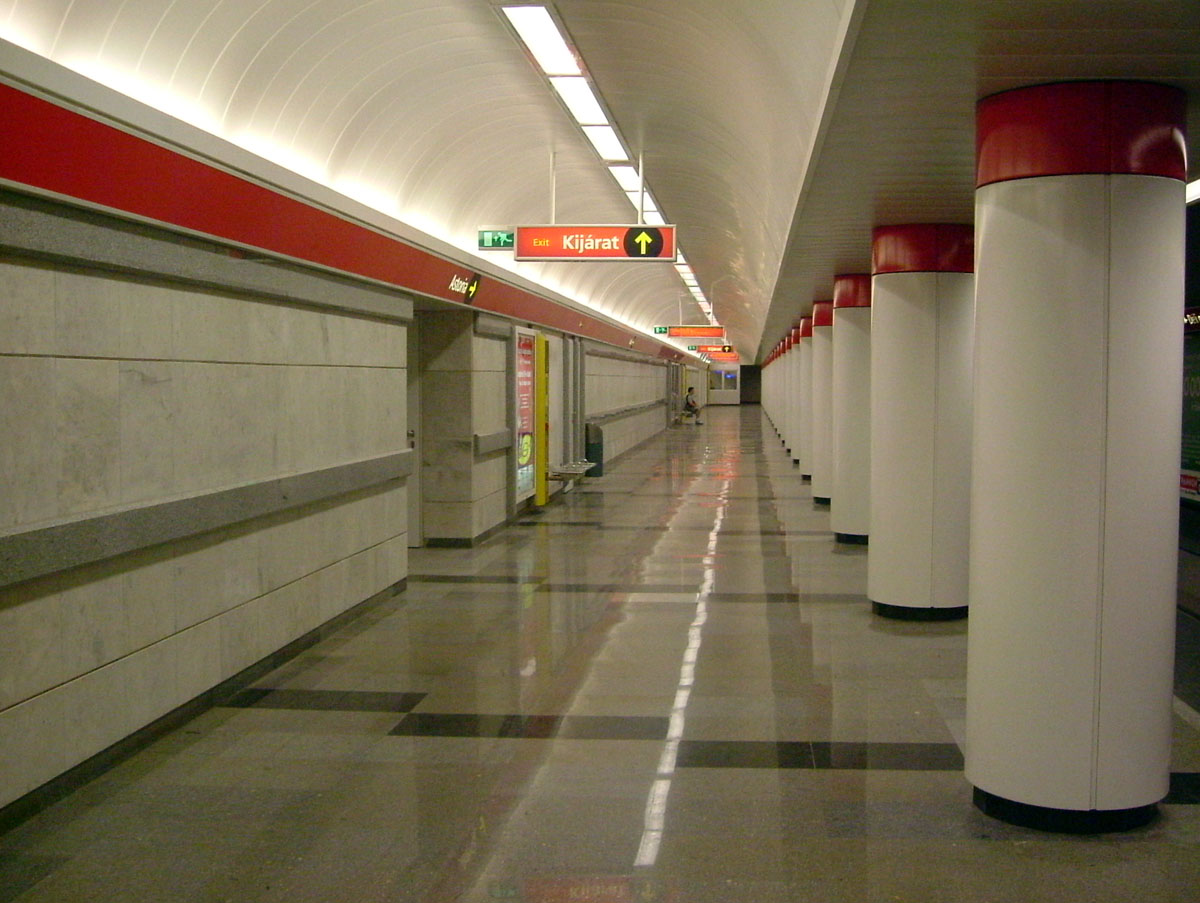
Stacja Astoria, Metro w Budapeszcie
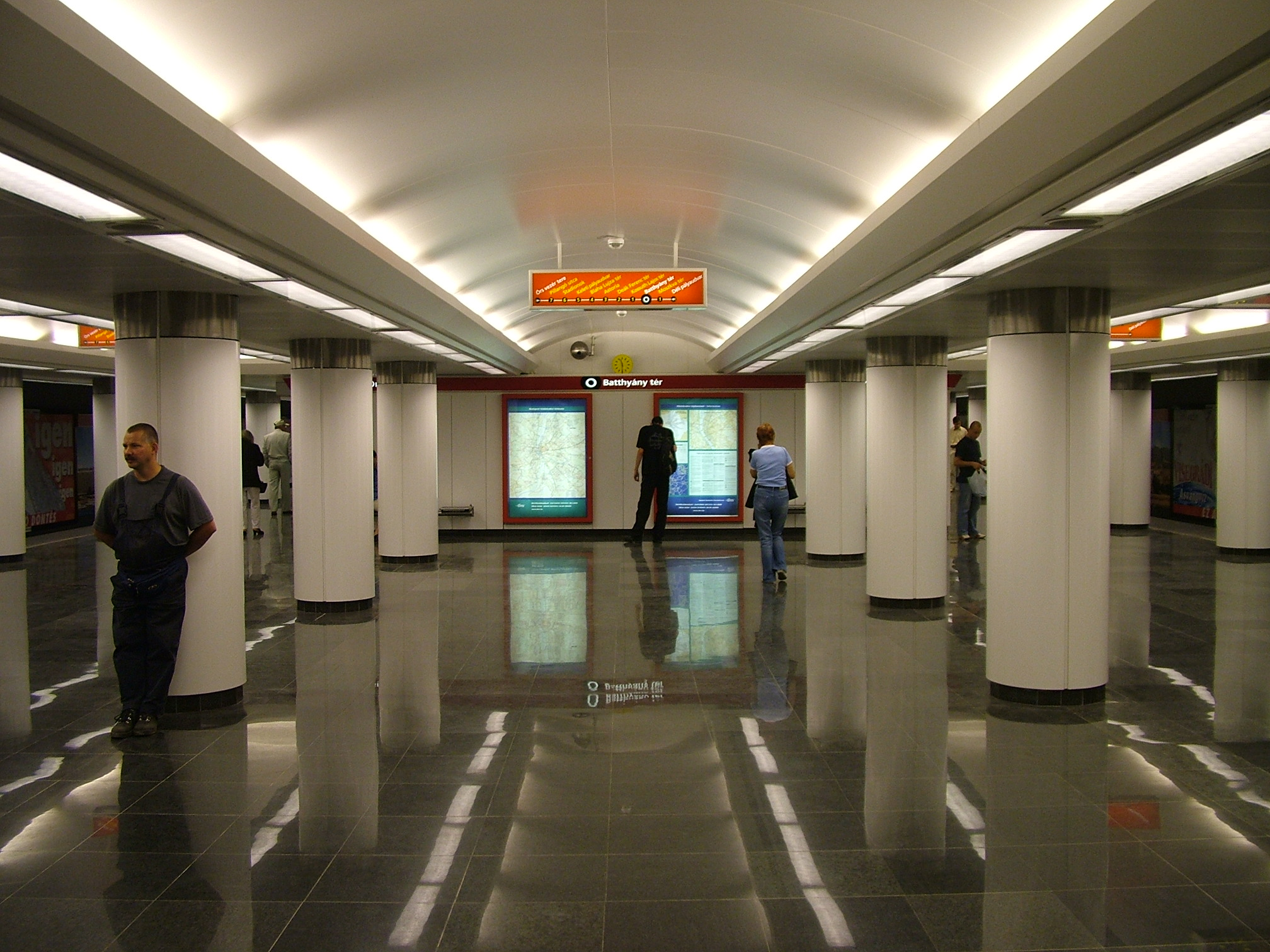
Stacja Batthyány tér, Metro w Budapeszcie
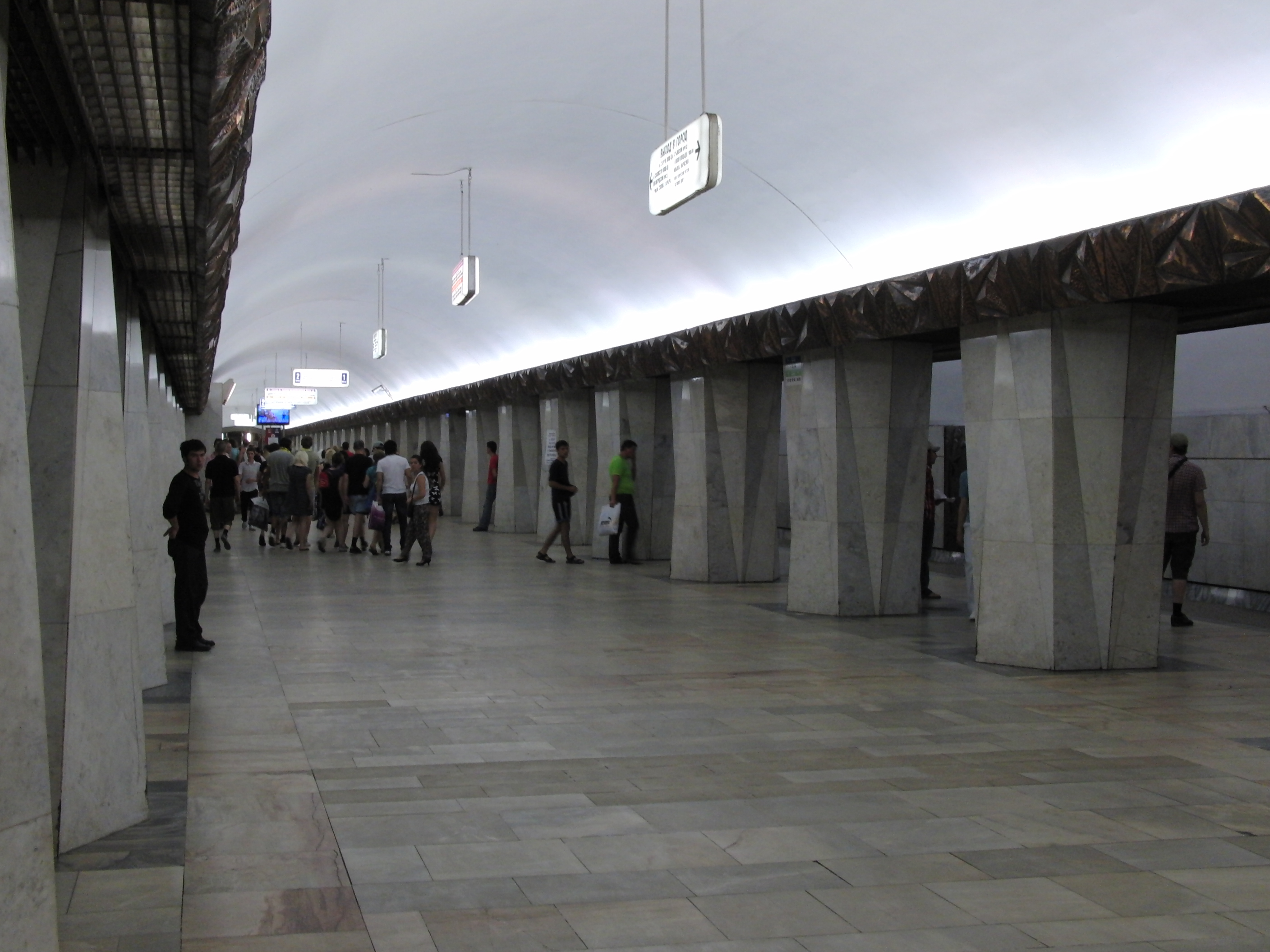
Stacja Kitaj-gorod, Metro w Moskwie